# Omninablautus nigronotum
Omninablautus nigronotum är en tvåvingeart som först beskrevs av Wilcox 1935.  Omninablautus nigronotum ingår i släktet Omninablautus och familjen rovflugor. Inga underarter finns listade i Catalogue of Life.